# Friedrich Hermann de Leuw

Friedrich Hermann de Leuw

Friedrich Hermann de Leuw (gesprochen Löw; * 1. August 1792 in Dinslaken; † 12. Januar 1861 in Gräfrath, heute Solingen) war ein deutscher Augenarzt, der insbesondere in der Behandlung des Trachoms tätig war, und Obermedizinalrat. Er war der Sohn des Wundarztes Theobald de Leuw und der Stadthebamme Anna Maria Claßen.

## Leben
Friedrich Hermann de Leuw aus dem Bergischen Land war von 1808 bis 1813 Eleve der Wundarzneikunst an der Düsseldorfer Akademie, dem Vorläufer der medizinischen Fakultät. 1813 nahm er eine Regimentsarztstelle bei den Bergischen Lanciers der französischen Armee an und nahm an den Schlachten von Leipzig und Hanau teil. Ab dem 7. Januar 1814 war er Bataillonsarzt in der preußischen Armee und Mitte 1814 in Gräfrath bei Solingen stationiert. Im selben Jahr starb der Gräfrather Dr. von den Steinen. Ende 1814 erfolgte de Leuws Approbation als Wundarzt II. Klasse in Gräfrath.
Am 12. August 1815 heiratete er die Protestantin (Joh)anna Maria Herder vom ca. 5 km südlich gelegenen Weyersberg (Dorp, heute Solingen), erstgeborene Tochter des Landwirts und Wirts Johann Wilhelm Herder (1767–1840) und der Anna Christina Grah und Nichte des erfolgreichen Schneidwarenfabrikanten und Kaufmanns Johann Abraham Herder (1761–1841), der auch ihr Trauzeuge war (Interkonfessionelle Ehen waren damals noch nicht selbstverständlich). Am 26. April 1816, im „Jahr ohne Sommer“, wurde das erste Kind de Leuws tot geboren, am 10. Mai 1817 kam Friedrich August de Leuw (Fritz) zur Welt, der später in Düsseldorf Kunst studierte und Landschaftsmaler wurde. Am 21. Januar 1819 wurde Louis geboren, der Medizin studierte und 1846 Assistent seines Vaters wurde, aber bereits 1858 starb. Weitere Söhne kamen 1820 und 1823 (Eduard Theobald, Bürgermeister in Cronenberg, Constantin Johann Joseph, Sänger in Gräfrath, Schützenkönig am Niederrhein, Weinhändler in den Niederlanden und dem Vater am ähnlichsten) zur Welt. Alle Söhne wurden evangelisch getauft. Ein weiterer Sohn namens Karl Theobald Heinrich starb 1825 sieben Tage nach der Geburt, die am 25. September 1831 geborene Tochter Adeline Therese Louise Alwine starb bereits 1845.

## Wirken
Im Jahr 1823 promovierte de Leuw über das Trachom in Gießen in absentia, sein Doktorgrad wurde aber in Preußen nie anerkannt. Erst als de Leuw die Aufsichtsbehörden darauf hinwies, dass der preußische König ihn mit diesem Titel anspreche, konnte er ihn ungestraft ab 1844 führen. Im Jahr 1829 zog die Westhoff’sche Apotheke von Haan nach Gräfrath: das De Leuw’sche Augenwasser war noch in den 1980ern ein Verkaufsschlager (heute darf es wegen des Boratgehalts nicht mehr verkauft werden). Ab 1830 praktizierte de Leuw im klassizistischen Hof von Holland nördlich des Gräfrather Dorfkerns (heute Wuppertaler Str. 249), in dem die Patienten auch ein Hotelzimmer bekamen.
De Leuw hatte großen Erfolg in der Behandlung von Augenkrankheiten, auf die er sich bald ganz spezialisierte. Er beschäftigte sich vor allem auch mit der Therapie der ägyptischen Augenkrankheit und mit Staroperationen. 1838 wurde er zum Hofrat ernannt. Sein internationaler Ruf folgte den Transportwegen der Solinger Klingen. Patienten aus der ganzen Welt strömten nach Gräfrath, auch Adelige, Bischöfe, Millionäre. Es gab jedoch Kritik an der mangelnden Infrastruktur vor Ort (nur Spaziergänge als Freizeitgestaltung, vereiste Gehwege, fast nicht vorhandene Beleuchtung nachts) und die tagelangen Wartezeiten in „Flicks Hotel“ bzw. de Leuws Praxis. 1853 erschien The Prussian Oculist, ein Reiseführer für englische Patienten. Er belegt, dass de Leuw schon damals eine Verwendung des beliebten Quecksilbers ablehnte. Daphne du Maurier schildert in ihrem Buch Kehrt wieder, die ich liebe die Behandlung ihres Vorfahren „Kicky“ bei de Leuw, dessen eines Auge er zwar nicht mehr retten konnte, ihm aber die Angst nahm, auf dem anderen ebenfalls zu erblinden. 1843 war de Leuw privat umgezogen an die heutige Straße In der Freiheit Nr. 25, neben dem er ein neues Praxisgebäude errichten ließ, in dem er sich dann aber nicht wohlfühlte. Im Revolutionsjahr 1848 (Vormärz) reiste de Leuw incognito nach Hannover, um den blinden Thronfolger, den späteren Georg V., der zuvor von Carl Ferdinand von Graefe operiert worden war, zu behandeln. Da die Thronfähigkeit Georgs durch seine Blindheit in Frage stand, war eine Augenbehandlung ein Politikum, das möglichst geheim gehalten werden sollte.

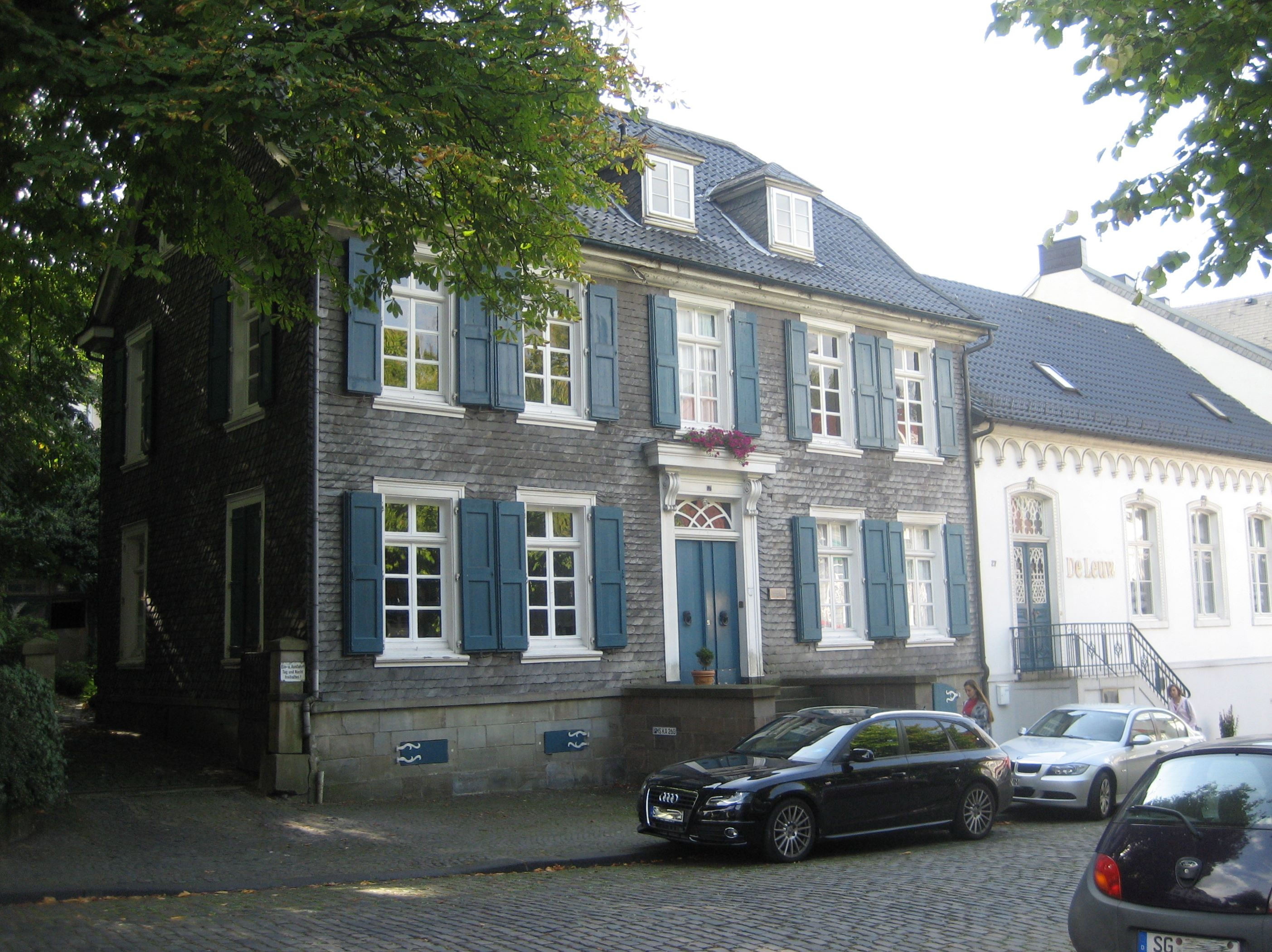
Solingen-Gräfrath: Wohnhaus und Praxis F. H. de Leuw, In der Freiheit 25

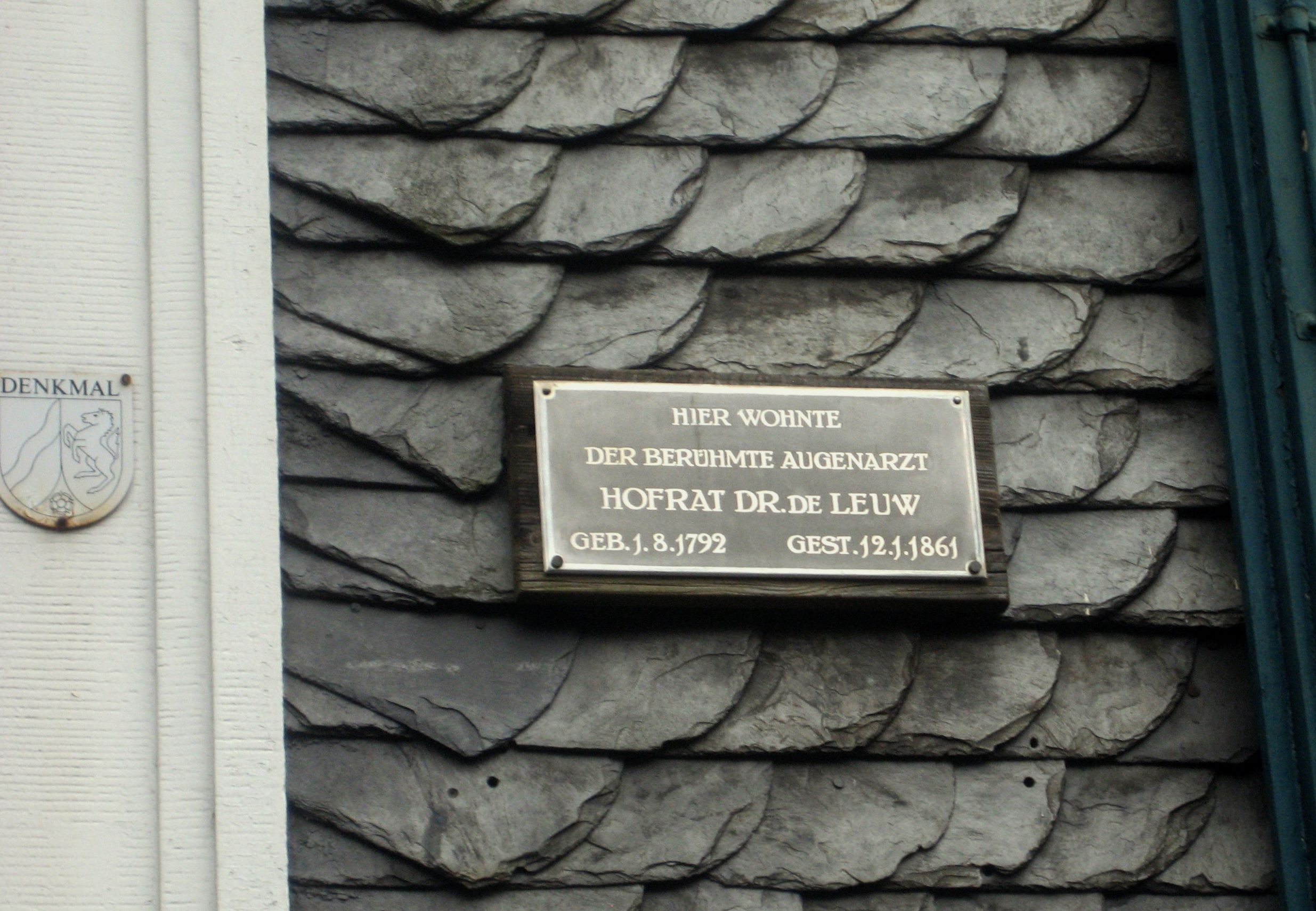
Solingen-Gräfrath: Schild am Wohnhaus F. H. de Leuw, In der Freiheit 25

Weil eine Augenheilanstalt nicht errichtet werden durfte, wurde das gesammelte Geld verwendet, um mittellose Patienten umsonst oder zu geringen Pauschalen zu behandeln und die Unterkunft, Pflege und Medikamente abzugelten. König Ernst August von Hannover bot de Leuw eine Stelle für 8.000 Taler Jahreshonorar als 2. Leibarzt (zum Vergleich, Virchow erhielt 2000 Taler in Berlin bei Übernahme seines Ordinariats in der Charité). De Leuw aber lehnte ab und praktizierte in Gräfrath in seiner Praxis neben dem Wohnhaus In der Freiheit Nr. 25 (früher Solinger Straße) bis zu seinem Tod im Jahr 1861. Seinen Charakter bezeugt noch kurz zuvor die verweigerte Unterschrift unter den Einspruch gegen den Bauantrag Abraham Mayers für eine neue Talglichterfabrik – gegen 20 Nachbarn (u. a. F. W. Rütgers, E. Picard, C. E. Ernen, die Schwestern von den Steinen, J. W. Wester und A. von den Hütten) – „weil er nichts gesundheitswidriges, noch etwas die ganze Nachbarschaft auch nur in etwa belästigendes, in der Anlage erblicken noch finden könne.“ Charakteristisch ist aber auch die strikte Ablehnung von Dank einschließlich der von der Dorfgemeinschaft ausgerichteten Geburtstagsfeier sowie eines Liebesbriefs.

## Nachleben
Mit dem Tod de Leuws 1861 war die goldene Zeit Gräfraths als Kurort für Augenkranke vorbei. Seine vier Söhne waren Maler, Arzt, Verwaltungsbeamter und Kaufmann geworden und mit auswärtigen Frauen verheiratet (London, Heeren, Hannover, Arnheim). Eduard betätigte sich von 1856 bis 1868 als Bürgermeister von Dormagen bzw. Cronenberg, Constantin war für ein paar Jahre Weinhändler in Gräfrath, bevor er mit seiner Frau in die Niederlande zog. Louis de Leuw, der Arzt, starb bereits 1858, eineinhalb Jahre vor seinem Vater. Friedrich Hermann de Leuws Nachfolger Dr. Meurer verließ Gräfrath bald. De Leuws Nachlass im Stadtarchiv Solingen ermöglicht einen Einblick in die Praxis eines Wundarztes des 19. Jahrhunderts. Hervorzuheben für die Geschichte der Medizin ist der umfangreiche erhaltene Schriftwechsel, den de Leuw mit seinen adeligen Patienten führte.
Eine schlichte Grabplatte der Familie de Leuw befindet sich auf dem Gräfrather Kommunalfriedhof, dem heutigen Parkfriedhof Solingen. Darauf fehlen Constantin J. J. de Leuw sowie die Ehefrauen der Söhne August, Louis und Eduard. Dafür ist eine „Maria de Leuw“ genannt (möglicherweise die Mutter de Leuws, Anna Maria Claaßen, gestorben 1837).
Nach Friedrich Hermann de Leuw ist in Solingen-Gräfrath die De-Leuw-Straße benannt.

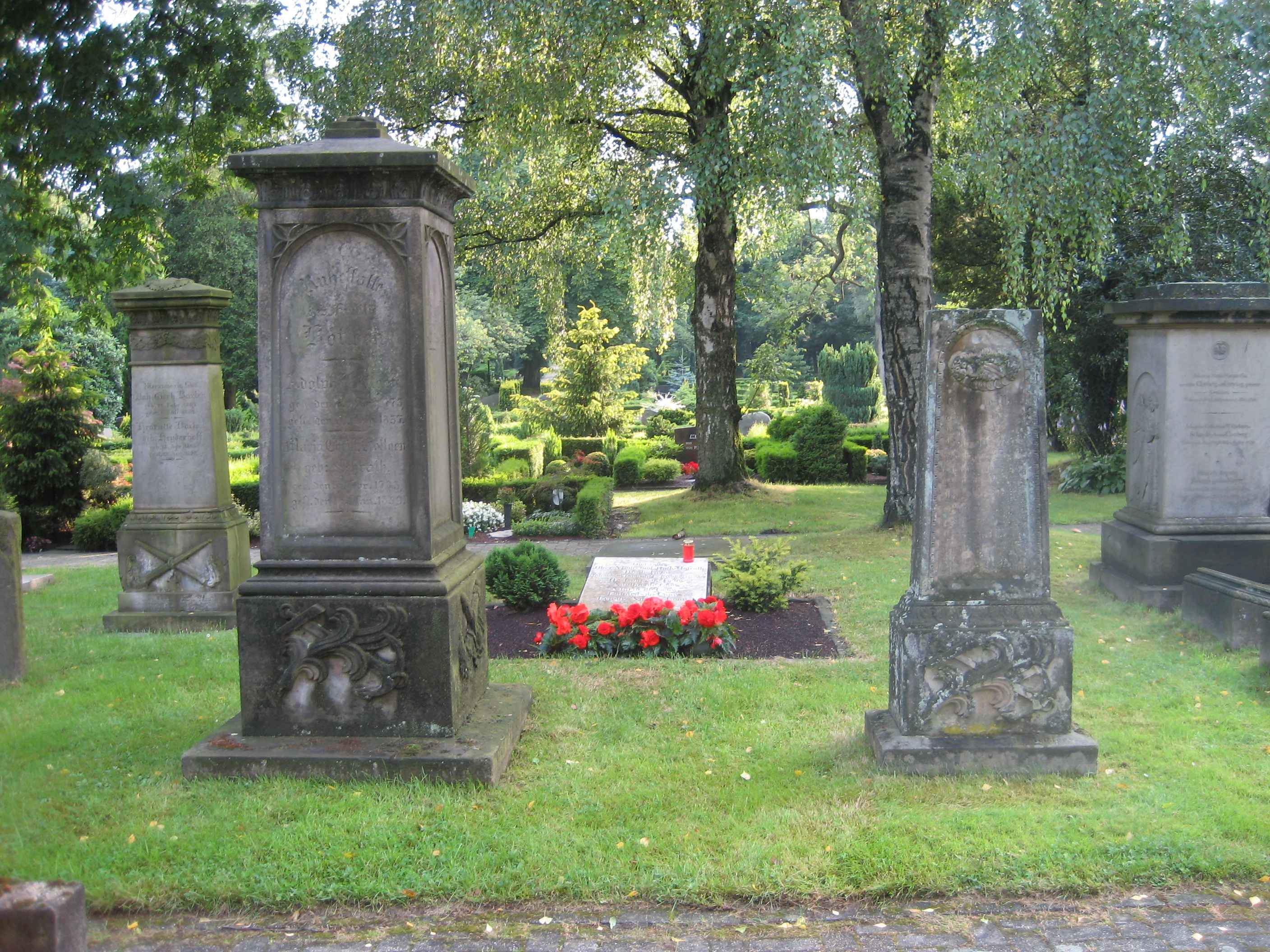
Familiengrab de Leuw (Solingen-Gräfrath)

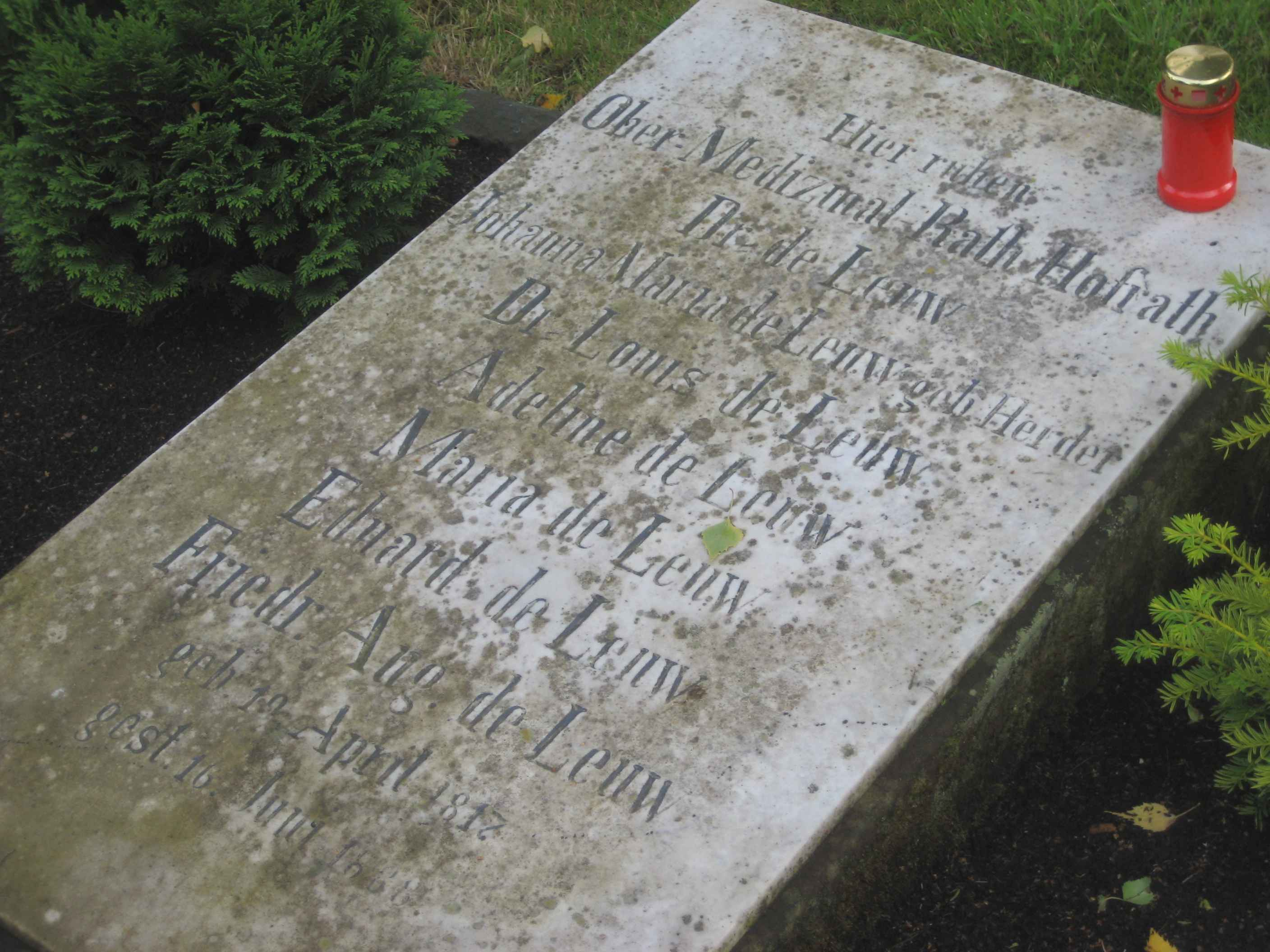
Grabplatte der Fam. de Leuw (Solingen-Gräfrath)